# La Vie en rose
La Vie en Rose (на српском: Живот у ружичастом) је песма француске певачице Едит Пијаф. Песма је објављена 1946. Ауторка текста је Едит Пијаф, а композитор је „Лујги“ (Луј Гиљелми). Супротно малим очекивањима њених аутора, песма је постала врло популарна. Енглеску верзију песме написао је Мек Дејвид. Будући да је била врло популарна, песма се појављивала на већини каснијих албума Едит Пијаф. Документарни филм из 1998. о животу Едит Пијаф назван је La Vie en Rose, а такође и игранофилмска биографија из 2007. Живот у ружичастом, са Марион Котијар у главној улози. Котијарова је за улогу Едит Пијаф добила Оскар за најбољу главну глумицу. Песма је постала класик и изводили су је многи певачи. Песма је 1998. уврштена у Гремијеву кућу славних . Сматра се да је песма постала симбол Францусе, као што су песме „Rule, Britannia!“ и „Stars and Stripes Forever“ симболи Британије и САД. 

## Значајне обраде

### ВерзијаГрејс Џоунс
„La Vie en Rose“ је трећи сингл јамајчанске певачице и глумице Грејс Џоунс и њен први издат за Ајланд рекордс након што је потписала уговор са издавачком кућом и издала дебитантски албум Portfolio, 1977. Сингл верзија је прилично обрађена, оригинална верзија са албума траје дуже од седам минута. Грејсина боса нова/диско изведба личне карте Едит Пијаф и њен први међународни хит је и главна песма на њеном репертоару. Касније је извођена и као део њене емисије из 1981, A One Man Show, тада једина трака из њене диско ере у шоуу. Верзија Грејс Џоунс је издата и као сингл, 1977, 1980, 1982 и 1985. Последње реиздање сингла достигло је #12 на топ-листи Велике Британије, када је издат као дупла А-страна са песмом „Pull Up To The Bumper“.

## ВерзијаДоне Самер
Америчка певачица Дона Самер обрадила је ову песму 1993. за трибут албум, Tribute to Edith Piaf, издат у Француској и САД, на којем су многе музичке звезде снимиле њихове изведбе неких од најпознатијих песама француске шансоњеке.
Издат на винилу и ЦД-у, америчко издање албума и сингла садржи другачије миксеве Дониних синт поп изведби него француско издање. Ова издања су међу најтраженијим од стране колекционара Доне Самер.

## Списак познатих певача који су отпевали песму
- Арета Френклин
- Амалија Родригез
- Одри Хепберн
- Бет Мидлер на албуму Broken Blossom
- Бинг Крозби
- Бренда Ли
- Шарл Азнавур
- Селин Дион
- Кони Френсис
- Синди Лопер
- Далида
- Ди Ди Бриџвотер
- Дајана Крол
- Ела Фицџералд
- Херб Алперт
- Ин-Грид
- Џек Николсон
- Жозефина Бекер
- Хулио Иглесијас
- Лајза Минели
- Лејди Гага
- Луј Армстронг
- Лучано Павароти
- Мадона
- Марлен Дитрих
- Мајкл Бублеј
- Мелани Фиона
- Миреј Матје
- Патрисија Кас
- Петула Кларк
- Пласидо Доминго
- Ширли Беси
- Ив Монтан
- Зази

## Филмови у којима се појављује песма
- (1950)
- (1953) - само инструментал
- (1954) као песма Сабрине Ферчајлд
- (1978)
- (1988)
- (1990)
- (1994)
- (1994)
- (1995)
- (1995)
- (1998)
- (1998)
- (1999)
- (2002)
- (2003)
- (2003)
- (2003)
- (2003)
- (2004)
- (2004)
- (2005)
- (2005)
- (2006)
- (2007)
- (2007)
- (2007)
- (2007)
- (2007)
- (2008)
- (2008)
- (2008)
- (2008)
- (2008)
- (2009)

## Књиге и телевизија
- „“ је име тринаестог поглавља романа Ијана Флеминга, Casino Royale. Песма се такође спомиње и у његовим новелама о Џејмсу Бонду, You Only Live Twice и Diamonds Are Forever и присећа Бонда на његову везу са Веспер Лин.
- Песма се појавила и у ТВ шоуу I Love Lucy, у епизоди Hollywood Anniversary, непосредно пре него што Деси Арназ отпева песму The Anniversary Waltz.
- „“ је такође име чамца у цртаним филмовима Mobile Suit Zeta Gundam и Mobile Suit Gundam ZZ.
- У цртаном филму Di Gi Charat име Раби~ен~Роз базирано је на имену ове песме.
- "" се појављује у епизоди Memories of Montmarte, серије The Relic Hunter.
- Песма се појавила и у телевизијском шоуу Louis & Clark: The New Adventures of Superman, у епизоди названој Pheromone, My Lovely.
- „“ се спомиње и у роману Џона Бојнеа, The Boy in the Striped Pyjamas.
- Песма је пуштана и у Get Smart лип-синхронизацији Барбаре Фелдон.
- У "Cold Stones" (76. епизода The Sopranos), Rosalie Aprile певуши "La Vie en Rose" како би опустила Carmela Soprano.